# Friedrich Hiltrop
Friedrich Wilhelm Thomas Hiltrop (geboren am 21. April 1761 in Dortmund; gestorben am 28. April 1833 ebenda) war ein preußischer Verwaltungsbeamter und erster Landrat des Kreises Dortmund.

## Leben
Friedrich Hiltrop war ein Sohn des 1. Syndikus der Stadt Dortmund, Friedrich Wilhelm Hiltrop und dessen Ehefrau Wilhelmine Sophie Hiltrop, geborene Davidis. Nach dem Besuch einer höheren Schule, studierte Friedrich von 1779 bis 1782 an der Friedrichs-Universität in Halle Rechtswissenschaften. Anschließend fand er Beschäftigung bei der Stadt Dortmund, zuletzt bis 1803 als 1. Reichsstädtischer Syndikus, wechselte dann 1803 als Regierungsrat in Nassauische Dienste (dort später Regierungsdirektor), bevor er im Jahr 1809 Mitglied des Präfekturrats des Ruhrdepartements wurde. In der Nachfolge des nach Hagen wechselnden Konrad von der Leithen erhielt Friedrich Hiltrop schließlich 1817 die Ernennung zum Landrat des Kreises Dortmund. Er starb im Dienst.
Hiltrop heiratete am 2. Februar 1788 in Unna Susanna Rosina Theodora Wegener (geboren am 5. Mai 1746 in Unna; gestorben am 16. November 1822), eine Tochter des damaligen Bürgermeisters in Unna.
Von höchster Stelle wurde Friedrich Hiltrop mit der Verleihung des Roten Adler-Ordens 3. Klasse ausgezeichnet.